# Eisenbahnunfall von Ludwigsstadt

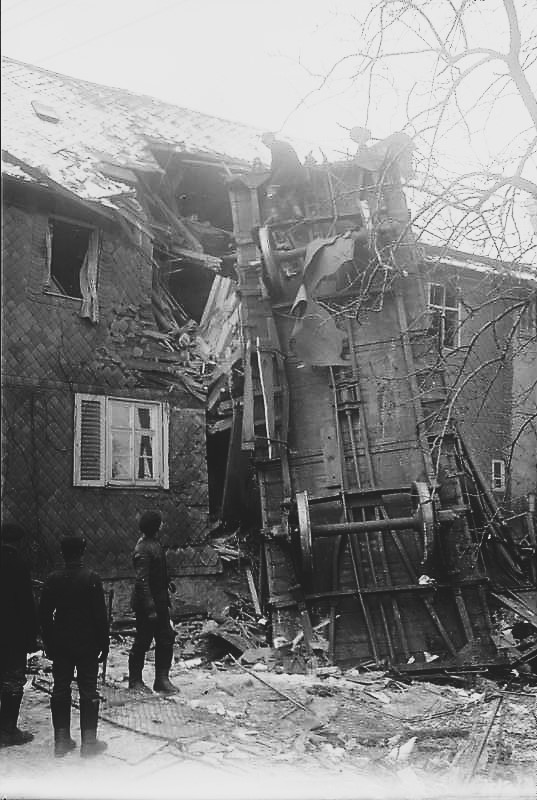
Abgestürzter, in ein Wohnhaus eingeschlagener Güterwagen

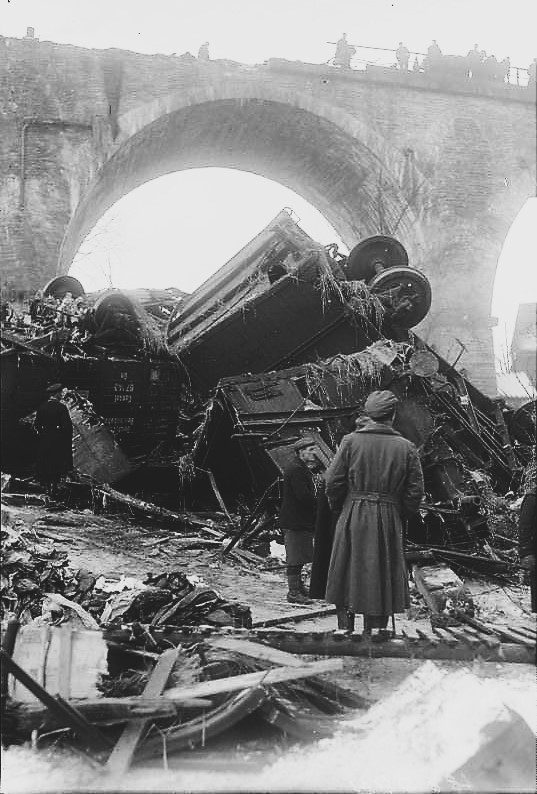
Trümmer des Zuges vor der Trogenbachbrücke

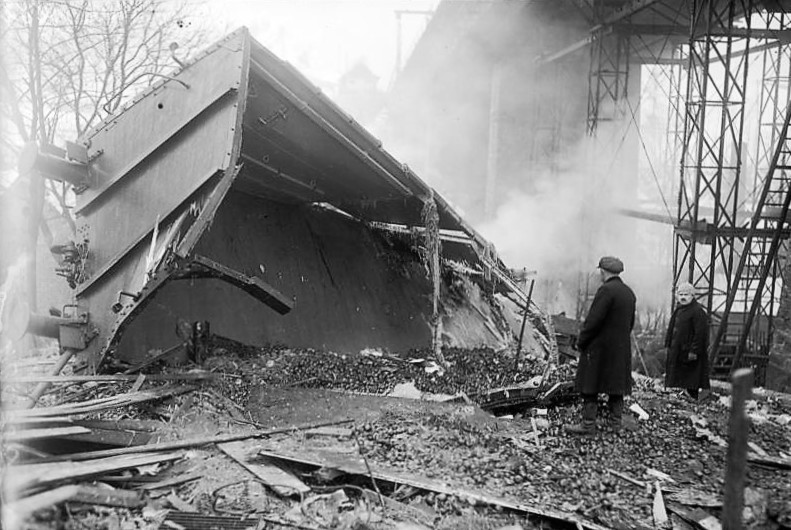
Abgestürzter Wagen vor der Trogenbachbrücke

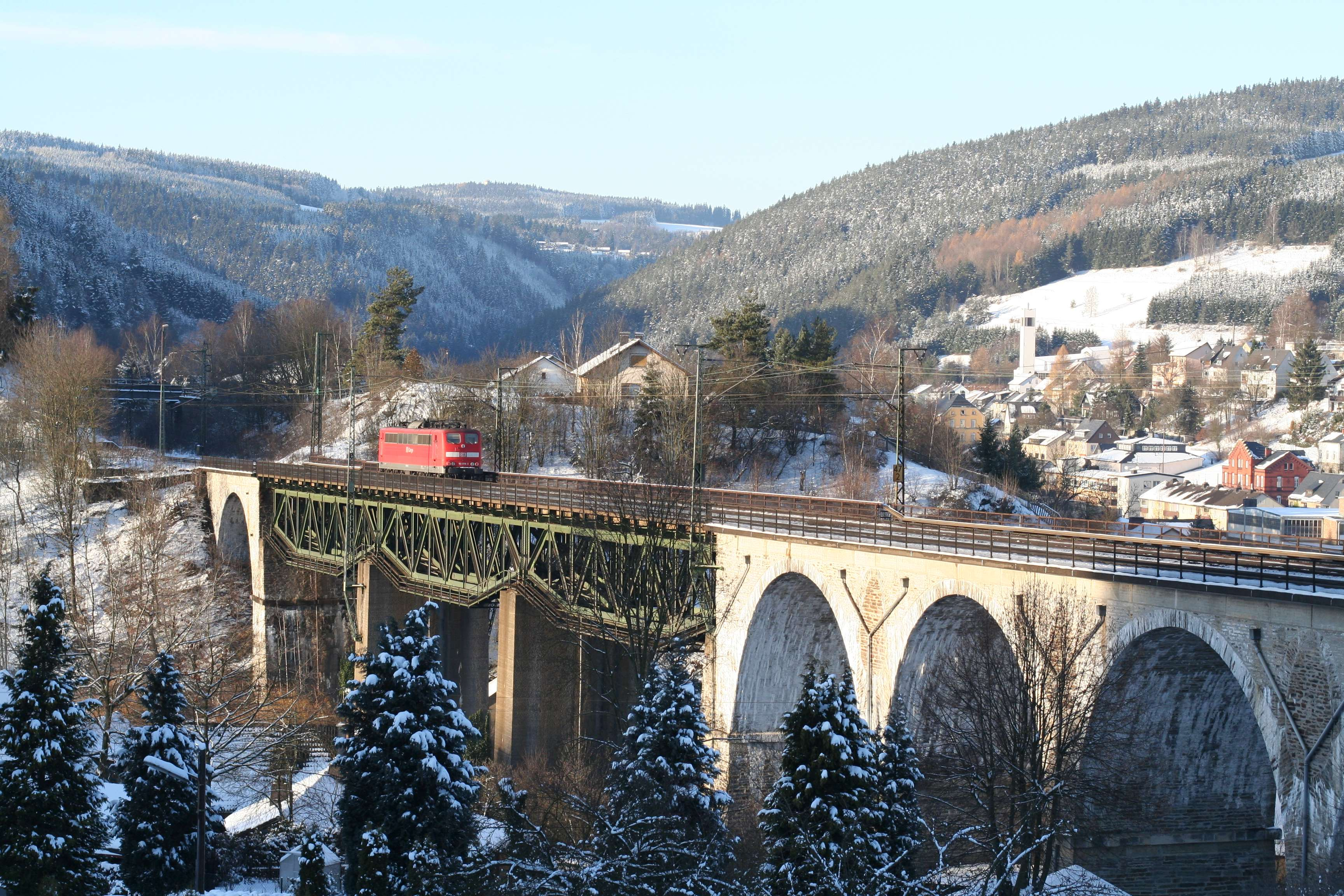
Trogenbachbrücke (2005)

Bei dem Eisenbahnunfall von Ludwigsstadt entgleiste am 18. Februar 1924 ein Güterzug nach Bremsversagen und stürzte von der Trogenbachbrücke auf Wohnhäuser von Ludwigsstadt. Zwei Menschen starben.

## Ausgangslage
Die Trogenbachbrücke im Zuge der Bahnstrecke Hochstadt-Marktzeuln–Probstzella war von Anfang 1923 bis zum 12. Mai 1924 wegen Bauarbeiten – drei Teile der eisernen Kastenkonstruktion wurden gegen sogenannte Fischbauchträger ausgetauscht – nur eingleisig befahrbar. In der Baustelle bestand eine Geschwindigkeitsbegrenzung auf 30 km/h.
Der Eilgüterzug 6143 wurde von einer Dampflokomotive der Baureihe 17 gezogen. Der Zug bestand aus 27 Güterwagen mit 57 Achsen. Zwei der Wagen waren handgebremst. Von den verbleibenden 53 Achsen wirkten Bremsen allerdings nur auf 40 Achsen.
Im Bahnhof Lichtenfels wurde eine Bremsprobe vorgenommen, die bei einigen Wagen erst nach mehreren Versuchen erfolgreich verlief. Bei der Bergfahrt in den Frankenwald wies das Manometer noch den vorgeschriebenen Druck im Bremssystem auf.

## Unfallhergang
In der nun folgenden Gefällestrecke von 25 ‰ dagegen sank der Druck rapide, bis er völlig entfiel. Als der Zug in die Baustelle einfuhr, hatte er eine Geschwindigkeit von etwa 100 km/h erreicht. Vermutlich waren die Bremsleitungen vereist und nicht mehr durchgängig. Vor der Trogenbachbrücke entgleiste der Zug auf einer Bauweiche. 21 Wagen stürzten zusammen mit der Lokomotive von der Brücke und gerieten teilweise in Brand.

## Folgen
Bei dem Unfall wurden zwei Menschen getötet. Das erste Opfer war der aus Saalfeld stammende 65-jährige Lokomotivführer Paul Moser, der zusammen mit dem Zug abstürzte. Das zweite Opfer war der aus Berlin-Neukölln stammende Diplom-Kaufmann Rudolf Zimmer, der in einem der Packwagen als Passagier mitfuhr. Obwohl dieser Wagen nicht von der Brücke stürzte, wurde durch den Stoß beim Auseinanderreißen des Zuges ein Kohleofen umgeworfen. Der glühende Inhalt des Ofens brachte brennbare Flüssigkeiten in dem Wagen zur Explosion und löste einen Brand aus.
Rudolf Zimmer befand sich in einem Gepäckwagen, weil er die Leiche seiner Schwester (Frau Wegener) beim Rücktransport begleitete. Frau Wegener gehörte zu fünf Touristen aus Berlin, die am 8. Februar 1924 bei einem Lawinenunglück bei Kühtai (siehe Lawinenunglück von Hieflau) verschüttet worden waren. Rudolf Zimmer verbrannte mitsamt der Leiche seiner Schwester.
Mit schweren Verletzungen überlebte der aus Saalfeld stammende Heizer Riedel den Sturz von der Brücke. Mit leichteren Verletzungen überstanden der aus Lichtenfels stammende Schaffner Josef Schanold und der Bamberger Bremser Josef Pleitner das Unglück, da beide rechtzeitig vom Zug abspringen konnten. Auch der ebenfalls aus Bamberg stammende Zugführer konnte verletzt aus dem brennenden Packwagen gerettet werden.
Obwohl die Trogenbachbrücke über Wohnbebauung führt, sodass eine Reihe von Häusern beschädigt wurden, als Teile des herabstürzenden Zuges sie trafen, forderte das Unglück unter den Einwohnern von Ludwigsstadt keine Opfer.
Wegen der Aufräumarbeiten blieb die Eisenbahnstrecke tagelang vollständig gesperrt. Am 23. Februar 1924 wurde der Bahnverkehr teilweise wieder aufgenommen.
Als Konsequenz aus dem Unglück wurde eine zusätzliche Bremsprobe in Steinbach am Wald angeordnet.